# Brasc

Brasc este o comună în departamentul Aveyron din sudul Franței. În 1 ianuarie 2022 avea o populație de 172 de locuitori.